# Samuel Dexter
Samuel Dexter, född 14 maj 1761 i Boston, Massachusetts, död 4 maj 1816 i Boston, Massachusetts, var en amerikansk federalistisk politiker.
Prästsonen Dexter utexaminerades 1781 från Harvard University. Därefter undervisade blivande justitieministern Levi Lincoln honom i juridik i Worcester. Han inledde 1784 sin karriär som advokat i staden Lunenburg i Worcester County, Massachusetts.
Han var ledamot av USA:s representanthus 1793-1795 och ledamot av USA:s senat 1799-1800.
Han tjänstgjorde som USA:s krigsminister 1800-1801 under president John Adams. Han var även finansminister från januari till maj 1801.
Han lämnade federalistpartiet när hans åsikter om 1812 års krig motsvarade demokrat-republikanernas. Han förlorade guvernörsvalen i Massachusetts 1814 och 1815. Han var ordförande för delstatens första nykterhetsorganisation. Han avled strax innan han skulle ha fyllt 55 år och hans grav finns på Mount Auburn Cemetery i Cambridge, Massachusetts.